# Omar D. Conger
Omar Dwight Conger, född 1 april 1818 i Cooperstown, New York, död 11 juli 1898 i Ocean City, Maryland, var en amerikansk republikansk politiker. Han representerade delstaten Michigan i båda kamrarna av USA:s kongress, först i representanthuset 1869–1881 och sedan i senaten 1881–1887.
Conger utexaminerades 1841 från Western Reserve College (numera Case Western Reserve University). Han inledde 1848 sin karriär som advokat i Michigan. Han gifte sig 1849 med Emily Jane Barker. Hustrun avled 1866. Han var ledamot av delstatens senat 1855–1859.
Conger var delegat till Michigans konstitutionskonvent år 1866. Han blev 1868 invald i representanthuset och tillträdde som kongressledamot den 4 mars 1869. Han efterträdde 1881 Henry P. Baldwin i USA:s senat. Han efterträddes 1887 som senator av Francis B. Stockbridge.
Conger avled 1898 och gravsattes på Lakeside Cemetery i Port Huron.